# Shoemakersville
Shoemakersville es un borough ubicado en el condado de Berks en el estado estadounidense de Pensilvania. En el año 2000 tenía una población de 2.124 habitantes y una densidad poblacional de 1,649.7 personas por km².

## Geografía
Shoemakersville se encuentra ubicado en las coordenadas 40°30′00″N 75°58′09″O / 40.50000, -75.96917.

## Demografía
Según la Oficina del Censo en 2000 los ingresos medios por hogar en la localidad eran de $37,981 y los ingresos medios por familia eran $47,917. Los hombres tenían unos ingresos medios de $30,833 frente a los $24,083 para las mujeres. La renta per cápita para la localidad era de $15,756. Alrededor del 17.3% de la población estaba por debajo del umbral de pobreza.